# Liste der Kulturdenkmale in Echternach
In der Liste der Kulturdenkmale in Echternach sind alle Kulturdenkmale der luxemburgischen Stadt Echternach aufgeführt (Stand: 15. Juli 2025).

## Kulturdenkmale nach Ortsteil

### Echternach
| Bild                                                       | Bezeichnung | Lage                                                             | Beschreibung | Stufe | Eingetragen seit                                                      |
| ---------------------------------------------------------- | --- | ---------------------------------------------------------------- | --- | ----- | --------------------------------------------------------------------- |
| Weitere Bilder                                             | ehemalige Befestigungsanlagen der Stadt | (Karte)                                                          | Die mittelalterliche Stadtmauer hatte ursprünglich eine Länge von 2360 m. Von den ursprünglich mindestens 14 Türmen sind fünf heute noch erhalten. Vier Haupttore führten aus der Stadt heraus, außerdem gab es zwei kleine Tore. Im 19. Jahrhundert hatte die Stadtmauer ihren Nutzen verloren und wurde in großen Teilen abgetragen. Geschützt sind heute: a) Mauer des Turmes „Kack“ (auch „Kacker Burgmauer“) mit Resten von Wohnhäusern b) Turm der Befestigungsmauer („Schanzer Burgmauer“) c) die Umfassungsmauer an gleicher Stelle, vom Hofstetterplatz bis zum Turm, dahinter bis zur „Campillscheune“ d) die beiden an die „Schanzer Burgmauer“ angebauten Häuser, abgerissen e) Turm „Hovelecker Burgmauer“ f) die Mauer der Mussgasse („Hövelecker Burgmauer“) auf der Außenseite des alten Wassergrabens und auf der Seite der Mussgasse mit den angrenzenden Häusern g) Turm Mussgasse („Hövelecker Burgmauer“) h) Turm „Ehrstrasse“ | PCN   | 4. März 1936                                                          |
| Fassade, Fenster und Türen                                 | Fassade, Fenster und Türen | 18, rue de la Montagne (Karte)                                   | Das Wohn- und Geschäftshaus enthält Teile eines alten Herrschaftshauses im Renaissance-Stil. Das Gebäude wurde während der Ardennenoffensive 1944/45 zerstört und nach dem Krieg leicht verändert wieder aufgebaut. | PCN   | 4. August 1936                                                        |
| Weitere Bilder                                             | Kirche St.-Peter-und-Paul | rue de la Montagne (Karte)                                       | Kirche St.-Peter-und-Paul ist die ursprüngliche Pfarrkirche von Echternach. Sie stammt aus der Zeit um 1000 und wurde im romanischen Stil erbaut. Nach einem Brand im 15. Jahrhundert wurde sie im spätgotischen Stil wieder aufgebaut. Im 18. Jahrhundert ersetzte ein polygonaler Chor den romanischen Rundchor. Im Nordturm befindet sich ein Sarkophag aus dem 17. Jahrhundert mit einer Figur des Hl. Willibrord. In diesem wurden bis 1906 die Reliquien Willibrords aufbewahrt, die heute in der Basilika untergebracht sind. | PCN   | 28. Dezember 1961                                                     |
| Weitere Bilder                                             | Heilig-Kreuz-Kapelle | rue Ste Croix/rue de la Chapelle (Karte)                         | Die Heilig-Kreuz-Kapelle wurde 1524 von Wilhelm von Lelleg, Propst von Bitbürg, Echternach und Dudeldorf, und seiner Frau Katharina von Wampach gestiftet und 1560 eingeweiht. Ende des 17. Jahrhunderts ließ sie Jean Theodor Mohr de Waldt restaurieren und übergab eine Reliquie des heiligen Kreuzes. Im Jahr 1733 wurde neben der Kapelle eine Einsiedelei errichtet, in der bis 1783 klösterliche Eremiten lebten. Im Jahr 1798 wurde die Kapelle zerstört und kam nach wechselnden Besitzern 1811 wieder in den Besitz des Dekanats Echternach. In der Folge wurde die Kapelle saniert. Im Jahr 1863 wurden Langhaus und Turm neu errichtet. Nach den Schäden der Ardennenoffensive wurde die Kapelle in den Jahren 1950 bis 1952 restauriert. | PCN   | 27. Mai 1963                                                          |
| Weitere Bilder                                             | Park Echternach | (Karte)                                                          | Der heutige Stadtpark von Echternach war ursprünglich Lustgarten der Abtei Echternach. Im Park befinden sich zahlreiche Gärten, aber auch Gebäude wie der Rokoko-Pavillon, die Orangerie und ein Lycée mit Internat. Zum Denkmalensemble gehört auch ein Teil der alten Bahnstrecke Ettelbrück–Wasserbillig. | PCN   | 20. April 1965                                                        |
| Weitere Bilder                                             | Gebäude („Dënzelt“) | Place du Marché (Karte)                                          | Der Name des Gebäudes ist das luxemburgische Wort für einen Dingstuhl. Das ehemalige Justizgebäude der Stadt entstand in der zweiten Hälfte des 14. Jahrhunderts. Nach einem Brand im Jahr 1444 wurde der Bau saniert und erhielt sein heutiges Aussehen. Die Gerichtsverhandlungen wurden in einer offenen Halle mit Spitzbögen abgehalten. Außerdem gab es im Gebäude eine Folterkammer und ein Gefängnis. Der „Dënzelt“ zeigt Stilelemente der Spätgotik, aber auch bereits Elemente der Renaissance. | PCN   | 4. Juni 1974                                                          |
|                                                            | „Loetzert“ | Loetzert (Karte)                                                 | Zufluchtsort für luxemburgische Dissidenten vor der Zwangsrekrutierung durch die nationalsozialistische Besatzungsmacht | PCN   | 2. Dezember 1988                                                      |
| Weitere Bilder                                             | Reste einer römischen Villa | „Schwarzacht“ (Karte)                                            | Die römische Villa rustica ist nur in Resten erhalten, die allerdings von den Ausmaßen zeugen. Mit einer Grundfläche von 118 × 62 m gilt sie als eine der größten Römervillen Zentraleuropas. Die luxuriöse Villa verfügte über zwei Etagen und bis zu 70 Zimmern im Erdgeschoss. Die Wände waren mit Marmor verkleidet, die Fußböden einiger Räume waren mit Mosaiken verziert und die Räume mit einem Hypokaustum beheizt. Das Gebäude wurde durch einen Hof mit einem Wasserbassin und zwei symmetrischen Flügeln geteilt. Entlang der Umfassungsmauer befanden sich auch Wirtschaftsgebäude, weiter entfernt auch Ställe, Scheunen, Wohnungen der Sklaven. Im 5. Jahrhundert wurde die Villa vollständig zerstört. In den folgenden Jahrhunderten nutzte die Abtei Echternach die Ruine als Steinbruch. | PCN   | 2. Dezember 1988                                                      |
| Weitere Bilder                                             | Basilika St. Willibrord | Porte St. Willibrord (Karte)                                     | Die Basilika ist ehemalige Klosterkirche der Abtei Echternach. Gegründet wurde die von dem Wandermönch Willibrord im 7. Jahrhundert. Nachdem 1016 die erste Abteikirche abgebrannt war, wurde am 19. Oktober 1031 die neue romanische Basilika geweiht und die Gebeine Willibrords in den Hochaltar gebracht. Während der Französischen Revolution wurde die Abtei geplündert und Kloster und Klosterkirche 1797 versteigert. Um die Mitte des 19. Jahrhunderts stürzte der Chor der Basilika teilweise ein und die Kirche drohte zu verfallen. Daraufhin wurde 1862 ein Kirchbauverein gegründet. Im Jahr 1868 war die Wiederherstellung der Abteikirche im Stil der Neuromanik vollendet. Im Zweiten Weltkrieg wurden Teile der Kirche zerstört. Beim Wiederaufbau wurde eine Rückkehr zum romanischen Original ausgeführt und 1953 geweiht. | PCN   | 10. November 1989                                                     |
| Weitere Bilder                                             | Gelände | „Schwarzacht“ (Karte)                                            | | PCN   | 8. September 1989, erweitert 14. September 1989 und 21. Dezember 1989 |
| Orgel der Muttergotteskirche                               | Orgel der Muttergotteskirche | (Karte)                                                          | Die Muttergotteskapelle entstand in den Jahren von 1654 bis 1658 im Stil der Spätrenaissance. Im barocken Hochaltar steht eine Pietà. Die kleine Orgel der Kapelle wurde 1845 von König-Großherzog Wilhelm II. in Auftrag gegeben und wohl von J. Bätz & Co (Niederlande) erbaut. Sie ist eines der ganz wenigen Exemplare ihrer Art weltweit. | PCN   | 11. Dezember 2002                                                     |
| Weitere Bilder                                             | Gotisches Haus | 20d, rue André Duchscher (Karte)                                 | Das „Gotische Haus“ ist eines der wenigen erhaltenen Häuser des Spätmittelalters in der Stadt Echternach. Im gotischen Stil errichtet, ist das genaue Erbauungsdatum unbekannt. Die Bäume, welche als Balken für das Haus genutzt wurden, sind dendrochronologischen Untersuchungen zufolge 1299 gefällt worden. | PCN   | 2. März 2018                                                          |
| Mühle J.P. Dieschbourg                                     | Mühle J.P. Dieschbourg | route de Luxembourg (Karte)                                      | | PCN   | 29. September 2021                                                    |
|                                                            | Archäologische Fundstätte | Devant le Marché (Karte)                                         | | PCN   | 27. Oktober 2022                                                      |
| Gebäude                                                    | Gebäude | 27, rue de la Sûre (Karte)                                       | | PCN   | 23. November 2022                                                     |
|                                                            | Blockhaus | Unter der Lann (Karte)                                           | | PCN   | 16. September 2024                                                    |
| Haus                                                       | Haus | 10, Place du Marché (Karte)                                      | | IS    | 24. Februar 1938                                                      |
| Haus                                                       | Haus | 24, rue de la Sûre (Karte)                                       | | IS    | 24. Februar 1938                                                      |
| Haus                                                       | Haus | 22, rue de la Sûre (Karte)                                       | | IS    | 24. Februar 1938                                                      |
| Haus                                                       | Haus | 20, rue de la Sûre (Karte)                                       | | IS    | 24. Februar 1938                                                      |
| Häuser                                                     | Häuser | 9 und 11 rue Hoveleck (Karte)                                    | | IS    | 24. Februar 1938                                                      |
| Portal des ehemaligen Klarissenklosters mit Madonnenstatue | Portal des ehemaligen Klarissenklosters mit Madonnenstatue | 36, rue de la Montagne (Karte)                                   | | IS    | 14. März 1938                                                         |
| Haus mit Schuppen und Platz                                | Haus mit Schuppen und Platz | 30, rue de la Sûre (Karte)                                       | | IS    | 26. Juli 1974                                                         |
| Haus                                                       | Haus | 6, place du Marché (Karte)                                       | | IS    | 30. November 1981                                                     |
| Weitere Bilder                                             | Bauernhof („Mélickshof“) | Melickshaff (Karte)                                              | Der Bauernhof wurde erstmals 1766 erwähnt, soll zu diesem Zeitpunkt aber schon älter und baufällig gewesen sein soll. Der Hof ist dreiseitig angelegt. Ein Schlussstein mit Chronogramm weist den Echternacher Abt Mathias Hartz als Erbauer im Jahr 1724 aus. Der im Zweiten Weltkrieg stark beschädigte rechte Seitenflügel des Gebäudes wurde 1964/65 abgerissen und durch einen modernen, Flachbau ersetzt. Ende der 1980er Jahre wurde dies rückgängig gemacht. Der Anbau wurde entfernt und der Seitenflügel neu aufgebaut. | IS    | 7. September 1987                                                     |
| Weitere Bilder                                             | Gebäude (Krankenhaus) mit Plätzen und Nebengebäuden | 10, rue de l'Hôpital (Karte)                                     | | IS    | 30. April 1993                                                        |
| Weitere Bilder                                             | Marktplatz mit den Einmündungen der rue de la Gare, rue André-Duchscher, rue du Haut-Ruisseau, rue de Luxembourg, rue Devant-le-Marché, rue de la Montagne sowie der kompletten rue des Ecoliers und der Porte St-Willibrord mit der Einmündung der rue des Merciers. | place du Marché (Karte)                                          | | IS    | 9. August 2004                                                        |
| Wohnhaus                                                   | Wohnhaus | 29, rue de la Chapelle (Karte)                                   | | IS    | 22. Dezember 2006                                                     |
| Fabrikgebäude                                              | Fabrikgebäude | 3, route de Diekirch (Karte)                                     | Das Gebäude wird 1911 erbaut und war bis zum Zweiten Weltkrieg die Knopffabrik Deboursy-Schmidt, danach die Kaffeerösterei Boursy. Heute ist es Lager der Stadt. Die aufwendige Schaufassade besitzt 12 Fensterachsen, die mit vertikalen Lisenen zu je drei Achsen gebündelt sind. Im Erdgeschoss sind die Achsen jeweils zusammengefasst, unter einem der breiten Rundbogen befindet sich die Eingangstür. Der Baukörper schließt mit einem weit auskragenden flachen Gesims ab, über dem im Zentrum ein Schweifgiebel mit der Jahreszahl 1911 sitzt. | IS    | 15. Februar 2007                                                      |
| Haus                                                       | Haus | 4, rue Ste Claire (Karte)                                        | | IS    | 15. Mai 2012                                                          |
| Haus mit ehemaliger Schreinerei                            | Haus mit ehemaliger Schreinerei | 27, rue Duchscher (Karte)                                        | |       | 8. November 2017                                                      |
| Allee                                                      | Allee | 1, rue Rabatt bis zum Park in der rue des Romains (Karte)        | | IS    | 2. Mai 2018                                                           |
| Häuser                                                     | Häuser | 8-10, rue André Duchscher (Karte)                                | | IS    | 16. August 2018                                                       |
| Weitere Bilder                                             | Lindenallee | 1, route de Wasserbillig bis zur 32, rue des Bénédictins (Karte) | | IS    | 2. August 2019                                                        |

### Lauterborn
| Bild           | Bezeichnung        | Lage                        | Beschreibung | Stufe | Eingetragen seit |
| -------------- | ------------------ | --------------------------- | --- | ----- | ---------------- |
| Weitere Bilder | Schloss Lauterborn | route de Luxembourg (Karte) | Das Landgut gehörte seit einer Schenkung von Propst Berengaud zwischen 926 und 931 bis zur Französischen Revolution zur Abtei Echternach. Das heute noch bestehende Gebäude wurde 1774 unter Abt Michel Horman als Wohnsitz eines der Priester der Abtei errichtet und ersetzte einen älteren baufälligen Hof. Die Pläne stammten von dem Architekten Paul Mungenast. Im Jahr 1797 wurde der sechs Hektar große Hof nach der Französischen Revolution verkauft. In den folgenden Jahrzehnten wechselte es mehrmals den Besitzer und ist bis heut ein Privatbesitz. Die Fassade des barocken Hauptgebäudes ist dreigeteilt, mit einem großen Tor in der Mitte im Erdgeschoss und zwei kleineren links und rechts davon. Über dem zentralen Tor befindet sich im Traufbereich ein dreieckiger Giebel mit einem Wappen. Links vom Hauptgebäude befindet sich ein Wohnhaus. Bis zur Ardennenoffensive stand rechts davon ein solches Gebäude, das aber im Krieg zerstört und dann abgerissen wurde. Zum Hofgut gehört eine Kapelle im Rokoko-Stil. Über dem Eingang sitzt das Wappen von Abt Limpach sowie eine Muttergottesstatue. | IS    | 25. Oktober 1945 |

Legende: PCN – Immeubles et objets bénéficiant des effets de classement comme patrimoine culturel national; IS – Immeubles et objets inscrits à l’inventaire supplémentaire

## Quelle
- Liste des immeubles et objets beneficiant d’une protection nationales, Nationales Institut für das gebaute Erbe, Fassung vom 11. Juli 2022, S. 28 ff. (PDF)